# Yuki Nakamura (futbolista)
Yuki Nakamura (中村 祐輝 Nakamura Yuki?, nacido el 4 de junio de 1987 en Shizuoka) es un exfutbolista japonés. Jugaba de delantero y su último club fue el Júbilo Iwata de Japón.

## Trayectoria

### Clubes
| Club                        | País            | Año         |
| --------------------------- | --------------- | ----------- |
| CS Turnu Severin            | Rumania         | 2010 - 2011 |
| FK Viktoria Žižkov          | República Checa | 2011        |
| FK Bodva Moldava nad Bodvou | Eslovaquia      | 2012        |
| FC Rimavská Sobota          | Eslovaquia      | 2012        |
| FC Gifu                     | Japón           | 2013 - 2014 |
| Júbilo Iwata                | Japón           | 2015 - 2016 |

## Estadística de carrera

### J. League
| Club         | Año   | J. League | J. League | Copa J. League | Copa J. League | Total | Total |
| Club         | Año   | Part.     | Goles     | Part.          | Goles          | Part. | Goles |
| ------------ | ----- | --------- | --------- | -------------- | -------------- | ----- | ----- |
| FC Gifu      | 2013  | 9         | 1         | -              | -              | 9     | 1     |
| FC Gifu      | 2014  | 1         | 0         | -              | -              | 1     | 0     |
| Júbilo Iwata | 2015  | 15        | 1         | -              | -              | 15    | 1     |
| Júbilo Iwata | 2016  | 0         | 0         | 2              | 0              | 2     | 0     |
| Total        | Total | 25        | 2         | 2              | 0              | 27    | 2     |